# Dongxiafeng
Dongxiafeng (东下冯; Dōngxiàféng) är en kinesisk arkeologisk lokal i Xia härad i Shanxi. Dongxiafeng har grävts ut från 1974 och utgrävningen upptar 250 000 kvadratmeter.
Vid utgrävningen har det hittats ruiner efter hus, gravar, askgropar, brunnar och ugnar. Det har även hittats keramik och artefakter av ben, koppar och sten. Fynden från utgrävningarna är huvudsakligen från Erlitoukulturen, men det finns även fynd från Longshankulturen. Även en kvadratisk stadsmur har hittats med sidlängd 140 meter.
Med kol-14-metoden är fynden daterade till 2135 f.Kr. till 1865 f.Kr. (3950 B.P.±135) 
Kol-14-mätningar på fårben från Dongxiafeng daterar fynden till 1713 f.Kr. till 1570 f.Kr.
Sannolikt är fynden från en tidig huvudstad för Xiadynastin. Dongxiafeng ligger mycket nära platsen där staden Anyi (安邑) låg.